# Monika MacDonagh-Pajerová
Monika MacDonagh-Pajerová (* 8. ledna 1966 Janov) je česká aktivistka, vysokoškolská pedagožka pražského centra New York University, bývalá diplomatka a studentská vůdkyně sametové revoluce z roku 1989. Od prosince 2022 je členkou Rady Ústavu pro studium totalitních režimů. Mezi lety 2022 a 2024 byla místopředsedkyní Rady. Od října 2024 do května 2025 byla její předsedkyní.

## Osobní život
Její otec je fotograf Ota Pajer (bratr fotografa Alana Pajera), mladší sestra je politička Liberálně ekologické strany Kateřina Bursíková Jacques a pradědeček byl kameraman Jan Roth. Její matka Olga Sozanská byla dlouholetou předsedkyní Národního dobrovolnického centra Hestia. Současným[kdy?] manželem její matky je sochař a malíř Jiří Sozanský.
Je vdaná za Ira Petra MacDonagha, spolu mají syna Tomáše. Z předchozího vztahu s Jiřím Smetanou má dceru Emmu Smetana.

## Vzdělání
Rigorózní zkouška v oborech filozofie, angličtina a skandinávská studia (Filozofická fakulta Univerzity Karlovy, 1991). Z cizích jazyků ovládá angličtinu, francouzštinu, němčinu, švédštinu a ruštinu.

## Veřejné působení
V listopadu 1989 spolupracovala jako reprezentantka organizace STIS (Studentského tiskového a informačního střediska) na FF UK s městským výborem SSM v Praze na přípravě demonstrace na Albertově. Dne 21. listopadu byla jmenována do Koordinačního stávkového výboru studentů vysokých škol a vystupovala jako jeho tisková mluvčí. Od roku 1990 pracovala na ministerstvu zahraničních věcí a působila jako kulturní atašé na českém velvyslanectví v Paříži. Patří mezi iniciátory výzvy Děkujeme, odejděte!, zakladatele iniciativy Cesta změny a je bývalou předsedkyní politické strany Naděje (politická strana).
V prosinci 2022 ji Senát PČR zvolil členkou Rady Ústavu pro studium totalitních režimů, ve druhém kole tajné volby získala 43 ze 69 hlasů senátorů. Do této funkce ji navrhly Anglo-americká vysoká škola a Metropolitní univerzita Praha. Ještě tentýž měsíc se stala i místopředsedkyní Rady ÚSTR a v říjnu 2024 byla zvolena její předsedkyní. Ve funkci tak nahradila Eduarda Stehlíka. V květnu 2025 byla z funkce odvolána, převzal ji historik a politik Jiří Mihola (KDU-ČSL).